# Valentina Gerasimova (athlétisme)
Pour les articles homonymes, voir Valentina Gerasimova.
Valentina Gerasimova (née le 15 mai 1948 à Karaganda) est une athlète kazakhe, spécialiste des épreuves de demi-fond.
Le 12 juin 1976, elle améliore le record du monde du 800 mètres de la Bulgare Svetla Zlateva en établissant le temps de 1 min 56 s 0 à Kiev.
Elle participe aux Jeux olympiques de 1976, à Montréal, et s'incline au stade des demi-finales. Lors de cette compétition, la Soviétique Tatyana Kazankina améliore le record du monde de Gerasimova.